# 上艾盖尔塞格
上艾盖尔塞格，是匈牙利巴兰尼亚州所辖的一个村。总面积4.84平方公里，总人口144，人口密度29.8人/平方公里（2011年1月1日）。